# Les Trois Frères (joyau)
Pour les articles homonymes, voir Les Trois Frères (homonymie).
Les Trois Frères (également connus dans d'autres langues, sous les noms, en allemand Die Drei Brüder et en anglais The Three Brothers ou The Three Brethren) est un joyau créé à la fin du XIVe siècle et ayant appartenu à un certain nombre de personnalités, parmi lesquelles le duc Jean sans peur de Bourgogne, son petit-fils Charles le Téméraire, le banquier allemand Jakob Fugger, la reine Élisabeth Ire et le roi Jacques VI et Ier. Il a fait partie des joyaux de la couronne anglaise de 1551 à 1644, date à laquelle il a peut-être été vendu par Henriette-Marie, épouse de Charles Ier. Sa localisation est inconnue après 1645.

## Description
Les Trois Frères sont restés intacts pendant plus de 250 ans. On sait que le bijou a été remonté au moins une fois, mais ses diverses descriptions indiquent que sa forme et sa composition d'origine ont été conservées au fil du temps. Fabriqué comme un fermail d'épaule ou un pendentif, il se composait de trois spinelles rouges rectangulaires (alors appelés rubis balais) de 70 carats chacun, en arrangement triangulaire, séparés par trois perles blanches rondes de 10 à 20 carats chacune, une autre perle, plus grosse et ovale étant suspendue au spinelle inférieur. Le centre du pendentif était constitué d'un diamant bleu d'environ 30 carats en forme de pyramide, d'octaèdre ou de trioctaèdre régulier. La taille des diamants étant peu pratiquée avant 1400, son bijoutier avait probablement simplement mis au carré (quarré sur la facture originale) sa forme naturelle.

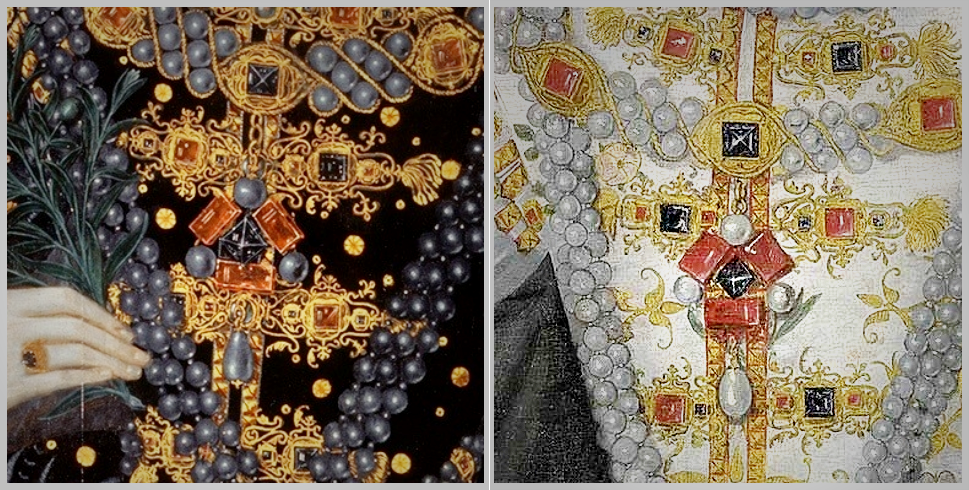
Détail des trois frères de deux portraits d'Élisabeth Ire (images complètes ci-dessous)

Les Trois Frères sont mentionnés pour la première fois dans l'inventaire du duc de Bourgogne Philippe le Bon en 1419 :
« Un très bon et riche fermail, garni au milieu d'un très gros et grant dymant, à pointe, et entour icellui sont les iii bons et groz balaiz quarrez nommez les iii frères, assiz à jour, et trois bien grosses et fines perles entre lesdits balaiz. Auquel fermail pend une très grosse et fine perle en façon de poire ».
En 1587, les Trois Frères figuraient parmi les bijoux livrés à la courtisane élisabéthaine Mary Radcliffe et décrits :
Une fleur d'or avec trois boules vertes au milieu, un grand dyamond poyntu et trois perles vertes fixées avec un pendentif de perles vertes, appelées les Frères.:774

## L'origine du joyau
Les Trois Frères  sont une commande du duc de Bourgogne Jean sans Peur à la fin des années 1380 et deviennent l'un des trésors les plus précieux de la Maison de Bourgogne. Ils sont créés par l'orfèvre parisien Hermann Ruissel (en) en 1389, dont une facture et un récépissé existent toujours aux Archives départementales de Côte-d'Or à Dijon. Après sa livraison dans les années 1390, le duc Jean met le bijou en gage en 1412, mais le rachète peu avant 1419. Lorsque le duc - figure majeure de la guerre civile entre Armagnacs et Bourguignons pour le trône français - est assassiné lors d'une entrevue avec le dauphin français (le futur roi Charles VII) en 1419, les Trois Frères sont transmis à son fils Philippe le Bon. 
Chronologie des propriétaires
|  |

Le joyau reste en Bourgogne pendant tout le règne de Philippe. À sa mort en 1467, il passe à son fils Charles le Téméraire. Ce dernier commandait l'une des armées les plus puissantes de son temps et se emportait avec lui sur les champs de bataille toute une panoplie d'objets précieux en guise de talismans, y compris des tapis ayant appartenu à Alexandre le Grand, des ossements de saints, l'énorme diamant Sancy et les Trois Frères, :53. Les guerres de Bourgogne, son conflit avec l'ancienne Confédération suisse. En mars 1476, Charles est attaqué près du village de Concise : la bataille de Grandson se conclut par une déroute catastrophique. Obligé de fuir en hâte, Charles laisse derrière lui son artillerie et un immense butin, dont sa baignoire d'argent, le sceau ducal et les Trois Frères, tous pillés dans sa tente par l'armée confédérée. Le pendentif est finalement vendu aux magistrats de la ville de Bâle, qui font évaluer la pièce et en commandent une miniature à l'aquarelle, qui sera le premier témoignage visuel des Trois Frères (aujourd'hui au Musée historique de Bâle). Le joyau disparaît au cours des années suivantes, les magistrats craignant que la maison de Habsbourg, héritière du duché de Bourgogne, ne récupère des biens qu'ils considéraient comme volés à Charles:53. En 1502, la ville se décide à le commercialiser, deux magistrats jouant pour la cité le rôle d'hommes de paille pour garantir le déni plausible.
En 1504, après un an de négociations, Bâle réussit à vendre les Trois Frères au banquier d'Augsbourg Jakob Fugger:54,. Marchand de métier, Fugger était devenu l'un des personnages les plus riches de son temps grâce au commerce des textiles et des métaux et aux prêts accordés à la dynastie des Habsbourg. La vente de Bâle comprenait les Frères et trois autres bijoux du trésor de Charles - le Federlin (petite plume), le Gürtelin (petite jarretière) et la Rose blanche - pour un prix total de 40 200 florins; correspondant au salaire de 3 300 ouvriers ordinaires pendant un an :79. Bien que cela ait constitué une dépense importante, Fugger a effectué de nombreuses transactions de ce type au fil des ans, et ce prix est faible en comparaison avec son actif total, qui atteint plus de 2 millions de florins à sa mort en 1525. Pour Fugger, les bijoux et les pierres précieuses sont une réserve de capital hautement fongible, :47–74 et un investissement à vendre avec profit au bon client. En fait, Fugger avait déjà en tête comme client potentiel l'empereur Maximilien Ier lorsqu'il a acheté les Frères, mais ce dernier a hésité au prix exorbitant et a acheté tout sauf le pendentif.

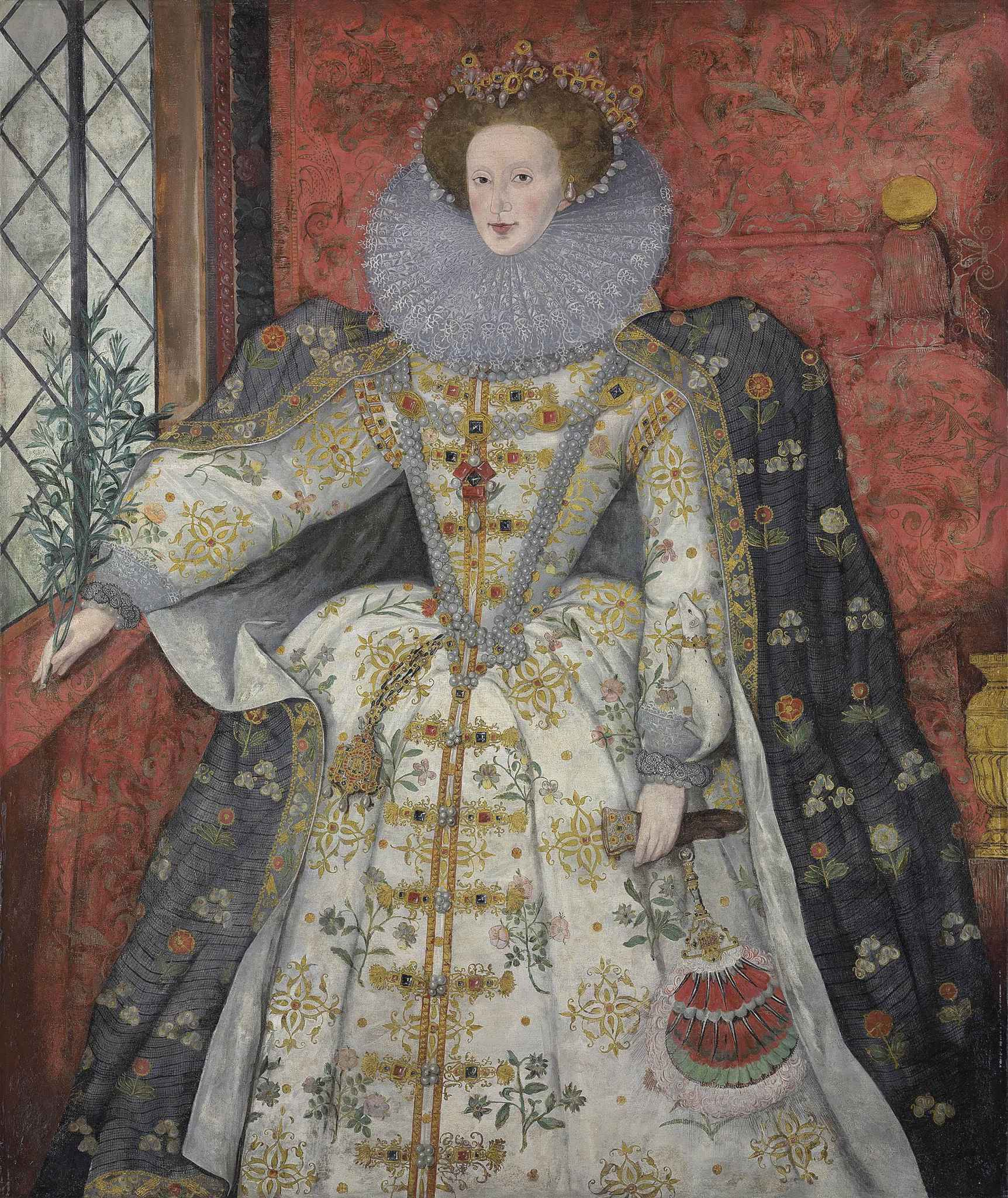
Les Trois Frères dans le tableau Elisabeth Ire d'Angleterre tenant une branche d'olivier, vers 1587

Le joyau reste ensuite pendant quelques décennies aux mains des Fugger. Quand Johann Jakob Fugger passe commande en 1555 d'une Histoire de la maison de Habsbourg, les Trois Frères font encore fièrement l'objet d'une mention explicite comme trésor connu de toute la chrétienté que les Fuggers avaient possédé.
Cependant, dans les années 1540, le neveu d'Anton Fugger, Jakob Fugger - qui a entretemps pris les rênes de l'affaire familiale - décide de liquider une partie des biens de la famille. Il offre d'abord, mais sans succès les Trois Frères au roi Ferdinand Ier et à l'empereur Charles Quint, tandis qu'une offre du sultan ottoman Soliman le Magnifique est refusée parce qu'Anton ne voulait pas que le bijou tombe entre des mains non chrétiennes.
Les monarques chrétiens continentaux n'ayant pu se porter acquéreurs du bijou, les Fugger se tournent alors vers le roi Henri VIII, Défenseur de la foi depuis 1521. Monarque de la Renaissance, Henry se doit en effet de paraître magnifique, et le roi se passionne donc pour les bijoux. Rien qu'entre 1529 et 1532, Henry dépense près de 11 000 livres sterling en bijoux (ce qui équivaut à environ 7 millions de livres sterling en 2019). Dès 1544, une lettre des bureaux Fugger à Anvers mentionne le départ imminent d'un employé avec des bijoux à vendre à Henry. Cependant, les négociations traînent jusqu'à la mort d'Henry en 1547, et ne sont conclues qu'en mai 1551 par son successeur, Edward VI, alors âgé de 14 ans. Dans son journal, le roi écrit qu'il devait en fait acheter le bijou à « Anthony Fulker » (Anton Fugger) pour la somme princière de 100 000 écus parce que la monarchie devait 60 000 £ à la banque du Fugger. La transaction est enregistrée dans une mise à jour de l' Inventaire de Henry VIII d'Angleterre, après quoi les Trois Frères deviennent partie intégrante des Joyaux de la Couronne du Royaume-Uni.

## Joyau de la couronne anglaise
Le 7 juin 1551, Edward remet le pendentif à la garde de son Lord grand trésorier William Paulet et en 1553 on décide de le céder à la demi-sœur d'Edward Mary à l'occasion de son mariage avec le prince Philippe d'Espagne en 1554. Le bijou est décrit dans un inventaire d'articles livrés à Marie le 20 septembre 1553 comme "un grand pendounte acheté des ffowlkers en fflaunders ayant trois ballaces lardge serties sans foyle, une lardge pointue diamounte et iiij lardge perles, dont une est pendaunte", ce qui indique qu'il n'avait subi que très peu, voire aucune, des modifications depuis que Jean sans Peur en avait pris possession pour la première fois plus de 150 ans plus tôt. Le roi Edward est mort avant le mariage de Mary, qui à son tour a accédé au trône dans des circonstances controversées, et a hérité de la majeure partie des bijoux de son père Henry VIII, y compris les frères:460. Au moment de son avènement, l'historien Peter Lambeck,petit-fils de Johann Jakob Fugger - a écrit sur son espoir que le mariage de Mary avec Philip ramènerait les Trois Frères sur le continent et en possession des Habsbourg, mais elle semblait ignorer la plupart du temps le pendentif. en faveur des cadeaux de son mari:461. Après un règne tumultueux de seulement cinq ans, Mary meurt en 1558.

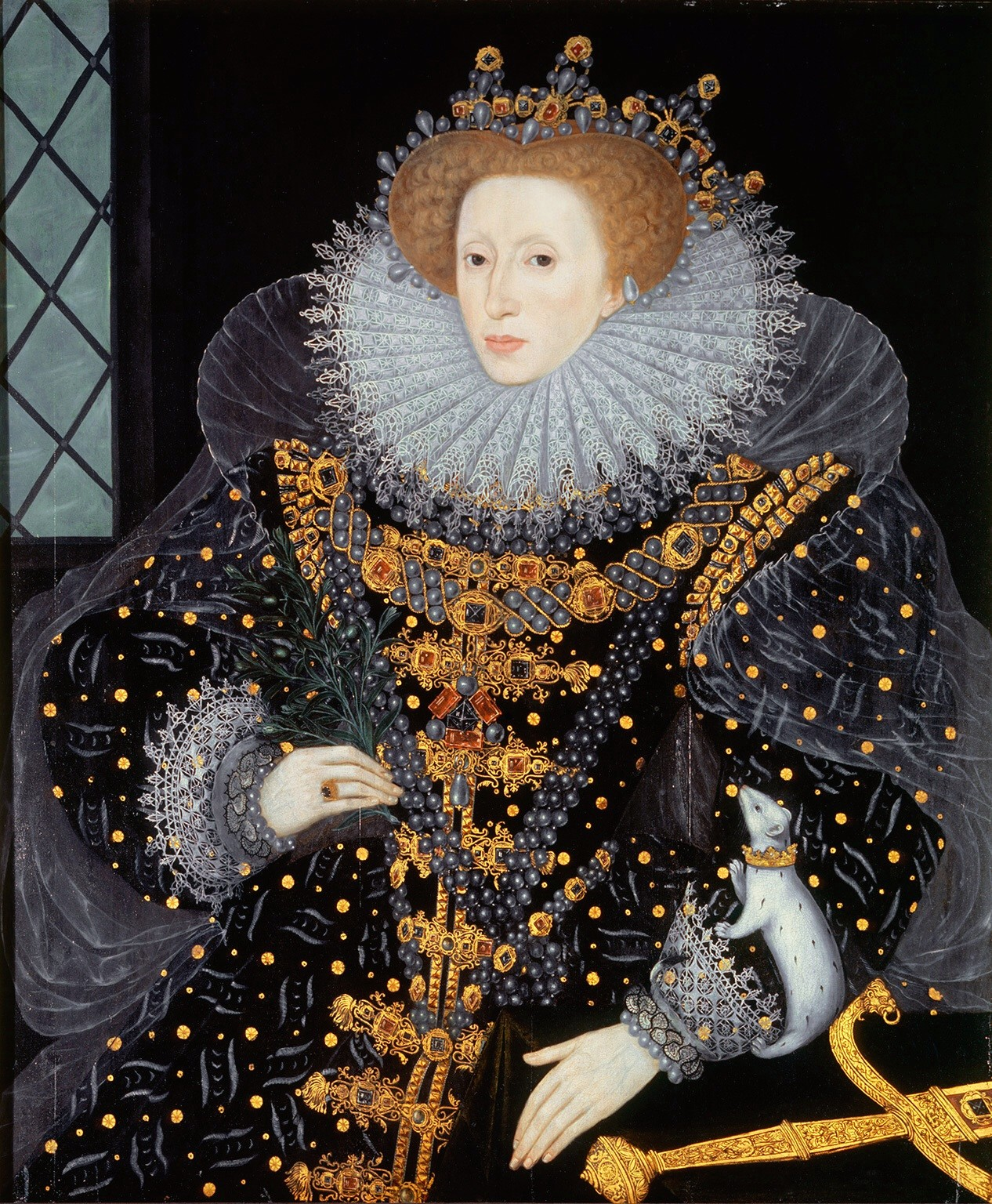
Elisabeth I portant le bijou sur le portrait d'hermine, vers 1585

Ne s'éloignant apparemment jamais du monarque régnant, les Trois Frères font leur grande réapparition sous le règne du successeur de Marie, la « reine vierge » Élisabeth Ire. Tout comme son père Henry VIII, Élisabeth savait quand et comment utiliser des étalages ostentatoires de richesse et a évidemment aimé le morceau de bijoux rouge et blanc voyant avec l'arrangement triangulaire inhabituel. La reine l'a porté dans le cadre de ses joyaux de la couronne à plusieurs reprises, et il est clairement visible dans au moins deux portraits d'elle. D'abord, dans le célèbre «Portrait d'hermine» (vers 1585) attribué à William Segar, dans lequel les Frères apparaissent suspendus à un carcanet ou à un collier massif parsemé de perles, contrebalancé de façon spectaculaire par une robe noire. Le tableau peut aujourd'hui être vu dans la collection de Hatfield House. Et deuxièmement, sur le moins connu "Elizabeth I d'Angleterre tenant un rameau d'olivier" (vers 1587) par un peintre inconnu, donné à l'origine au diplomate navarrais François de Civille, où le pendentif est à l'honneur comme le seul bijou porté contre une robe blanche richement décorée. Le bijou était tellement lié à l'image publique d'Élisabeth qu'une représentation des Frères en marbre et en or a été intégrée à l'effigie de sa tombe dans la chapelle Henry VII de l'abbaye de Westminster ; l'élément a été perdu pendant plus d'un siècle jusqu'à sa restauration en 1975.
Quand Elisabeth meurt en 1603 après un règne de 45 ans, le joyau passe à son successeur, James Ier. En 1606, les Trois Frères figuraient dans un inventaire des joyaux de la couronne parmi ces pièces «à ne jamais aliéner de la Couronne». Le pendentif était l'un des préférés de James, qui l'a transformé en bijou de chapeau. Un portrait de James réalisé vers 1605 montre les Frères avec beaucoup de détails alors que le roi le porte dans le cadre d'une bande ornée de perles sur un élégant chapeau noir. Il portait d'autres bijoux de la couronne de la même manière, comme le Mirror of Great Britain.
Vers la fin du règne de James, le bijou est remonté, peut-être même pour la première fois depuis sa création. En 1623, le fils de James et héritier présumé Charles fut envoyé en mission incognito en Espagne pour négocier un mariage entre lui et l'infante Maria Anna d'Espagne dans une manœuvre diplomatique connue sous le nom de mariage espagnol. Des bijoux somptueux devaient être apportés lors du voyage pour tenter d'éblouir Philippe III d'Espagne et le convaincre de renoncer à la main de sa fille en mariage. Le joaillier de la Couronne George Heriot travaillé quatre jours et nuits sans interruption pour remettre à zéro les bijoux choisis, avec un rapport le 17 mars déclarant qu'il avait retiré "le grand diamant pointu [...] du bijou appelé le Frères, qu'il ordonne d'être la pierre la plus complète qu'il ait jamais dite "et qu'il évalua à 7 000 £. James a écrit à Charles le même jour qu'il "vous enverrait pour vous porter les Trois Frères que vous connaissez bien, mais newlie sette".

## Histoire tardive et perte

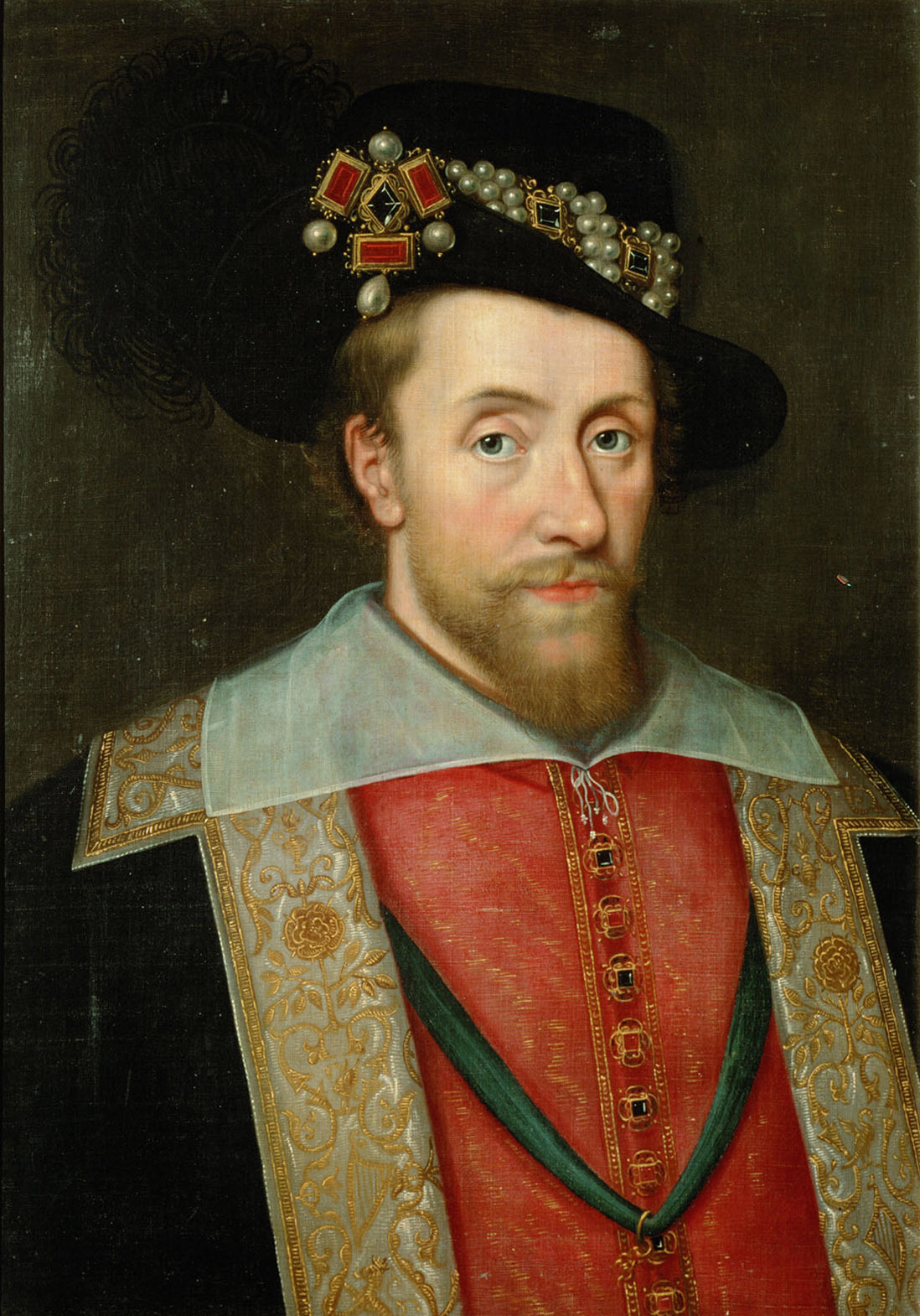
James I portant les Trois Frères comme bijou de chapeau, vers 1605

Le mariage espagnol n'a finalement pas lieu pas et James meurt en mars 1625. Le roi Charles Ier nouvellement couronné  épouse la princesse française Henriette-Marie. Charles se disputait continuellement avec le Parlement d'Angleterre au sujet de la politique gouvernementale, de la religion et de l'augmentation des revenus de la couronne. En tant que croyants au droit divin des rois, Charles et Henriette étaient convaincus que les joyaux de la couronne étaient leurs possessions personnelles Charles était en proie à des problèmes financiers et avait déjà mis en gage les Frères aux Pays - Bas en 1626, les rachetant seulement en 1639. Lorsque la monarchie fit faillite au milieu de 1640, Charles envoya Henriette sur le continent pour vendre ce qu'elle pouvait des joyaux de la couronne. La reine arrive à La Haye le 11 mars 1642 malgré les protestations du Parlement qu'elle avait emporté avec son «trésor, en bijoux, en assiettes et en argent» qui risquait «d'appauvrir l'État» et d'être utilisé pour semer les troubles en Angleterre. Cependant, Henriette constate que les acheteurs potentiels hésitent à toucher des pièces importantes comme les Trois Frères, écrivant à son mari: « L'argent n'est pas prêt, car sur vos bijoux, ils ne vous prêteront rien. Je suis obligée d'engager toutes mes petits pièces. En juin, Sir Walter Erle signale au Parlement que les Frères ne sont toujours pas vendus,.
C'est à la fin du voyage d'Henriette en 1643 que l'on perd la trace du joyau. Il n'y a aucune trace de sa vente ou de la mise en gage du pendentif aux Pays-Bas, et Humphrey (2012) postule que les Frères sont revenus avec elle en Angleterre. Alors que le pays sombre dans la première guerre civile anglaise entre Charles et le Parlement, Henriette s'enfuit à Paris en 1644, où elle tente à nouveau immédiatement de lever des fonds. Une fois de plus, le marché local se montre peu intéressé, mais au début de 1645, elle réussit à vendre un bijou sans nom au prix relativement bas de 104 000 florins. La pièce a été décrite comme un « diamant pyramidal, 3 rubis balais, 4 perles avec l'ajout d'un diamant de table de 30 carats et de deux diamants pointus », ce qui correspond étroitement à la description originale des Trois Frères, qui aurait pu être modifiée par l'ajout de diamants plus petits - cependant, il n'y a aucune preuve définitive qu'il s'agissait du même article. Une lettre contemporaine à la secrétaire d'Henriette identifie deux bijoutiers et marchands de pierres précieuses de La Haye, Thomas Cletcher et Joachim de Wicquefort (sv), en tant qu'intermédiaires ou acheteurs possibles du bijou sans nom. Cletcher - qui deviendra plus tard le joaillier de la cour de Frederick Henry, prince d'Orange - avait déjà participé à la mise en gage du Miroir de Grande-Bretagne en 1625 et aurait donc connu Henriette et les joyaux de la couronne.
On se sait pas ce que sont devenus les Trois Frères après 1645. Il a été suggéré que le bijou a été brisé, acheté par le ministre principal français, le cardinal Mazarin ou vendu à un acheteur anonyme par l'intermédiaire d'une banque de Rotterdam. Des spéculations de longue date indiquent la possibilité que le pendentif ait été modifié pour créer un bijou appelé les Trois Sœurs, qui a été offert à Frederick Henry à l'époque de la vente d'Henriette en 1645. Cependant, outre la similitude peut-être fortuite dans la dénomination, il n'y a aucune preuve tangible suggérant que les Frères sont devenus les Sœurs. Il n'y a eu aucune observation confirmée du bijou depuis.

## Dans la culture populaire
L'auteur britannique Tobias Hill a publié le roman The Love of Stones en 2001, qui retrace la vie de plusieurs personnes réelles et fictives entrant en contact avec les Trois Frères.